# 何定鈞
何定鈞（人稱TK，1944年9月25日—），永升（亞洲）有限公司行政總裁、電視廣播有限公司前任總經理及董事、亞洲電視有限公司前任董事兼行政總裁。
1968年加入電視廣播有限公司工作，初期是助理會計主任，在1995年升任為香港無線電視廣播業務總經理，2002年再升任集團總經理，2003年兼任董事。2005年5月1日退休，2007年4月13日請辭董事，轉投亞洲電視出任董事兼行政總裁，2008年10月20日何定鈞接替費道宜先生請辭的行政總裁一職，但他在11月便辭職。
有指何定鈞的強項之一是人際關係好，尤其是與廣告商。

## 相關
- 亞洲電視
- 營運總裁
- 邵逸夫
- 查濟民家族
- 葉家寶
- 廣播事務管理局
- 費道宜
- 永升

## 外部参考
- 何定鈞1
- 何定鈞2[永久]
- 電視廣播有限公司 - 新聞稿（页面存档备份，存于）
- 何定鈞離職亞視